# Battalion (belgische Band)
Battalion ist eine belgische Death-Metal-Band aus Stabroek, die im Jahr 2001 gegründet wurde.

## Geschichte
Die Band wurde im Dezember 2001 gegründet. Nach drei Monaten veröffentlichte sie ihr erstes Demo namens Warstorm im Jahr 2002. Im Juni 2003 veröffentlichte die Band das nächste Demo namens Nuclear Devastation. Dadurch erhöhte die Band ihre Bekanntheit stark, wodurch sie Auftritte mit Avulsed, Legion of the Damned, In-Quest und Suhrim erreichte.
Im Jahr 2004 nahm die Band ihr Debütalbum Winter Campaign in den CCR Studios in Zulte, Belgien, auf. Die Band veröffentlichte das Album im Folgejahr. Im Jahr 2006 erreichte die Band einen Vertrag mit Shiver Records und erhielt zudem mit Kristof Hectors einen neuen Bassisten. Im selben Jahr nahmen sie zudem zwei neue Lieder in den CCR Studios auf. Im Mai 2007 nahm die Band zwei weitere neue Lieder auf. Im selben Monat verließ Schlagzeuger Tom Van Oosterwijck die Gruppe und wurde durch Erre Schellekens ersetzt. Vom September 2007 bis Januar 2008 nahm die Band ein neues Album auf. Das Album wurde in den CCR Studios abgemischte und gemastert. Welcome to the Warzone wurde im April 2008 über Shiver Records veröffentlicht. Um das Album zu bewerben, folgten einige Auftritte zusammen mit Grave, Asphyx, Amon Amarth und Vader. Zudem hielt die Band auch Auftritte in Deutschland zusammen mit Aborted und Vital Remains. Währenddessen stieß mit Igor Duerloo ein neuer Gitarrist zur Band.
Im Jahr 2010 nahm die Band zwei Demoaufnahmen auf, spielte Konzerte und schrieb Stücke für das nächste Album. Die Band trennte sich zudem von Schlagzeuger Erre Schellekens. Dieser wurde durch Kevin De Leener (Emeth) ersetzt.

## Stil
Die Band spielt technisch anspruchsvollen, klassischen Death-Metal, der mit anderen Bands wie Pestilence, Possessed, Asphyx, Gorefest, Bolt Thrower, Morbid Angel, Vader und Malevolent Creation verglichen wird. Zudem lassen sich auch einige Stellen mit Kataklysm und den älteren Werken von Aborted vergleichen.

## Diskografie
- 2002: Warstorm (Demo, Eigenveröffentlichung)
- 2003: Nuclear Devastation (Demo, Eigenveröffentlichung)
- 2005: Winter Campaign (Album, Eigenveröffentlichung)
- 2008: Welcome to the Warzone (Album, Shiver Records)